# Marcolino Moco
Marcolino José Carlos Moco (Chitue, Ekunha, província de Huambo, 19 de juny de 1953) va ser un polític angolès, primer ministre d'Angola entre el 2 de desembre de 1992 i el 3 de juny de 1996. Moco va ser destituït del seu càrrec pel president José Eduardo dos Santos. Dos Santos va destituir tot el gabinet juntament amb el governador del banc central en un intent de ser vist decisiu. Va ser substituït per Fernando José de França Dias Van-Dúnem.
Moco va ser membre del Moviment Popular per a l'Alliberament d'Angola, partit del president, que havia estat en el poder fins a 1991, poc abans que Moco es convertís en primer ministre. Havia estat Ministre de Joventut i Esports de 1989 a 1992. El juliol del 1996, Moco fou nomenat secretari executiu de la Comunitat de Països de Llengua Portuguesa, una nova organització internacional formada per Portugal i les seves antigues colònies, inclosa Angola. El seu terme com a secretari executiu va acabar en 2000. En els darrers anys s'ha mostrat força crític amb el govern angolès.